# Annemarie Sanders
Annemarie Sanders-Keijzer (Koog aan de Zaan, april 1958) is een Nederlands ruiter. Ze nam tweemaal deel aan de Olympische Spelen en won hierbij in totaal één zilveren medaille.
Sanders won als lid van het dressuurteam op de Olympische Zomerspelen in 1992 (met Tineke Bartels, Anky van Grunsven en Ellen Bontje) een zilveren medaille. Ook in 1984 en 1988 nam ze deel.
Ze is opgenomen in het boek "De Top 500 - de beste Nederlandse Sporters van de eeuw".